# Obereopsis somsavathi
Obereopsis somsavathi là một loài bọ cánh cứng trong họ Cerambycidae.